# Béby
Aristodemo Frediani, dit Béby, est un clown d'origine italienne, né à Bielefeld (Allemagne) le 2 septembre 1882 et mort à Castres (Tarn) le 20 mai 1958.

## Biographie
Aristodemo « Béby » Frediani et son frère ainé, Guglielmo « Willy » Frediani, étaient les fils d'un acrobate, directeur de cirque, Auguste Frediani, né à Florence en 1846. Auguste Frediani, à l'origine artisan bottier chez son père Angelo puis Garibaldien volontaire lors de l'Unification de l'Italie, avait débuté dans le monde du spectacle à la fin des années 1860 comme « gymnaste » et « mime ». Il monta un numéro acrobatique avec son frère Eugenio, numéro qui fut applaudi un peu partout en Europe et notamment à Prague en 1875, en Allemagne en 1880, au Cirque Fernando en 1884, à Londres en 1885 et à Bruxelles en 1887 où débuta Béby.
Béby et son frère Willy, enfants de la balle, après avoir tourné quelques années avec le « Cirque Toscan » de leur père montent un spectaculaire numéro d'acrobatie équestre, qui les fait engager au Nouveau Cirque de Paris en 1900 puis par Barnum & Bailey en 1908. En 1918, Béby, blessé par ses nombreuses chutes, avec des jambes claudicantes et un torse d'athlète, arrête l'acrobatie pour devenir clown. Il forme alors, avec le déjà célèbre clown blanc Antonet, un duo où il est l'auguste « Antonet et Béby », duo qui dure une quinzaine d'années. Après leur séparation en 1933, Béby travaille avec d'autres grands clowns blancs, parmi lesquels Maïss, Pastis, Alex et Pipo.

## Citation
« Le duo de clowns contraint à un jeu plus sobre, à un scénario plus serré, et c’est pourquoi il est sans doute la perfection de l'« entrée comique » ; Antonet et Béby en sont aujourd’hui encore la preuve. On trouve dans leur jeu la vraie tradition de la piste, et ils montrent un spectacle plus classique et plus pur que bien d'autres. »

— Pierre Bost, La Revue hebdomadaire, 10 décembre 1927, Paris

## Filmographie
- 1934 : Les Affaires publiques de Robert Bresson : le chancelier
- 1935 : Juanita de Pierre Caron : Mingo
- 1936 : Les Frères Delacloche de Maurice Kéroul et Jean Mugeli
- 1938 : La Vie des artistes de Bernard Roland : lui-même
- 1945 : Vingt-quatre heures de la vie d'un clown de Jean-Pierre Melville : le clown
- 1952 : Une fille dans le soleil de Maurice Cam